# Lasar Segall
Lasar Segall (Vilnius, 21 juli 1891 – São Paulo, 2 augustus 1957) was een Braziliaanse schilder, graficus en beeldhouwer van Litouwse afkomst.

## Leven en werk
Segall werd geboren als zesde kind van de Abel Segall en Esther Ghodes Glazer in de Joodse wijk van Vilnius. In 1906 ging hij naar Berlijn, waar hij tot 1910 studeerde aan de Königliche Akademie der Künste. Hij voltooide zijn studie vervolgens als Meisterschüler aan de Kunstakademie Dresden in Dresden. Van 1912 tot 1913 bezocht hij Nederland en Hamburg en reisde naar Brazilië, waar hij twee van zijn broers en een zus ontmoette. In maart 1913 kreeg hij een solo-expositie in São Paulo en in juni van dat jaar in Campinas. Eind 1913 keerde hij weer terug naar Dresden en bezocht in 1916, voor de laatste keer, Vilnius. In 1918 trouwde hij in Dresden met Margarete Quack. Hij behoorde in 1919 met onder anderen Otto Dix en Conrad Felixmüller tot de mede-oprichters van de Dresdner Sezessions-Gruppe. In 1920 werd zijn werk geëxposeerd in het Museum Folkwang in Hagen en in de Schames Galerie in Frankfurt am Main. Hij verhuisde in 1921 weer naar Berlijn en emigreerde met Margarete in 1923 naar Brazilië.
In 1924 had hij een solotentoonstelling in São Paulo en in hetzelfde jaar scheidde hij van Margarete, die terugkeerde naar Berlijn. Hij creëerde de decors voor het Futurist Ball van de Automobile Club (1924) en het Paviljon de Arte Moderna (1925), beide in São Paulo. In juni 1925 huwde hij Jenny Klabin en in 1926 werd hun eerste zoon geboren in Duitsland, waar hij tentoonstellingen had in Berlijn en Dresden. In 1927 nam hij de Braziliaanse nationaliteit aan. Hij had exposities in São Paulo en Rio de Janeiro en ging in 1928 met Jenny naar Parijs, waar hij vier jaar zou blijven. In deze periode ontstonden zijn eerste beeldhouwwerken. In 1933 was hij weer terug in Brazilië.
In München behoorde hij in 1937 tot de kunstenaars, wier werk werd getoond in de door de nazi's georganiseerde expositie van Entartete Kunst. Hij was vertegenwoordigd met tien werken. In 1945 heeft hij deelgenomen aan
een tentoonstelling van verboden kunst in de Galerie Askanazy in Rio de Janeiro.
In 1955 toonde hij zijn werk in een eigen zaal tijdens de III.Biënnale van São Paulo. Segall stierf op 2 augustus 1957 aan een hartaanval. Zijn werk werd postuum geëxposeerd tijdens de Biënnale van Venetië van 1958 en een sinds 1956 in voorbereiding zijnde retrospectieve tentoonstelling vond in 1959 plaats in het Musée national d'art moderne in Parijs.

## Museu Lasar Segall
Op 21 september 1967 werd in zijn voormalige woonhuis en atelier aan de Rua Berta in São Paulo het Museu Lasar Segall geopend.

## Enkele beeldhouwwerken
- Maternidade (1935), Museu Segall en in het Palácio dos Bandeirantes in São Paulo
- Duas amigas (1936, Museu Segall
- Nu deitado (1936), Museu Segall
- Três Jovens (1939), Pinacoteca do Estado de São Paulo

## Fotogalerij

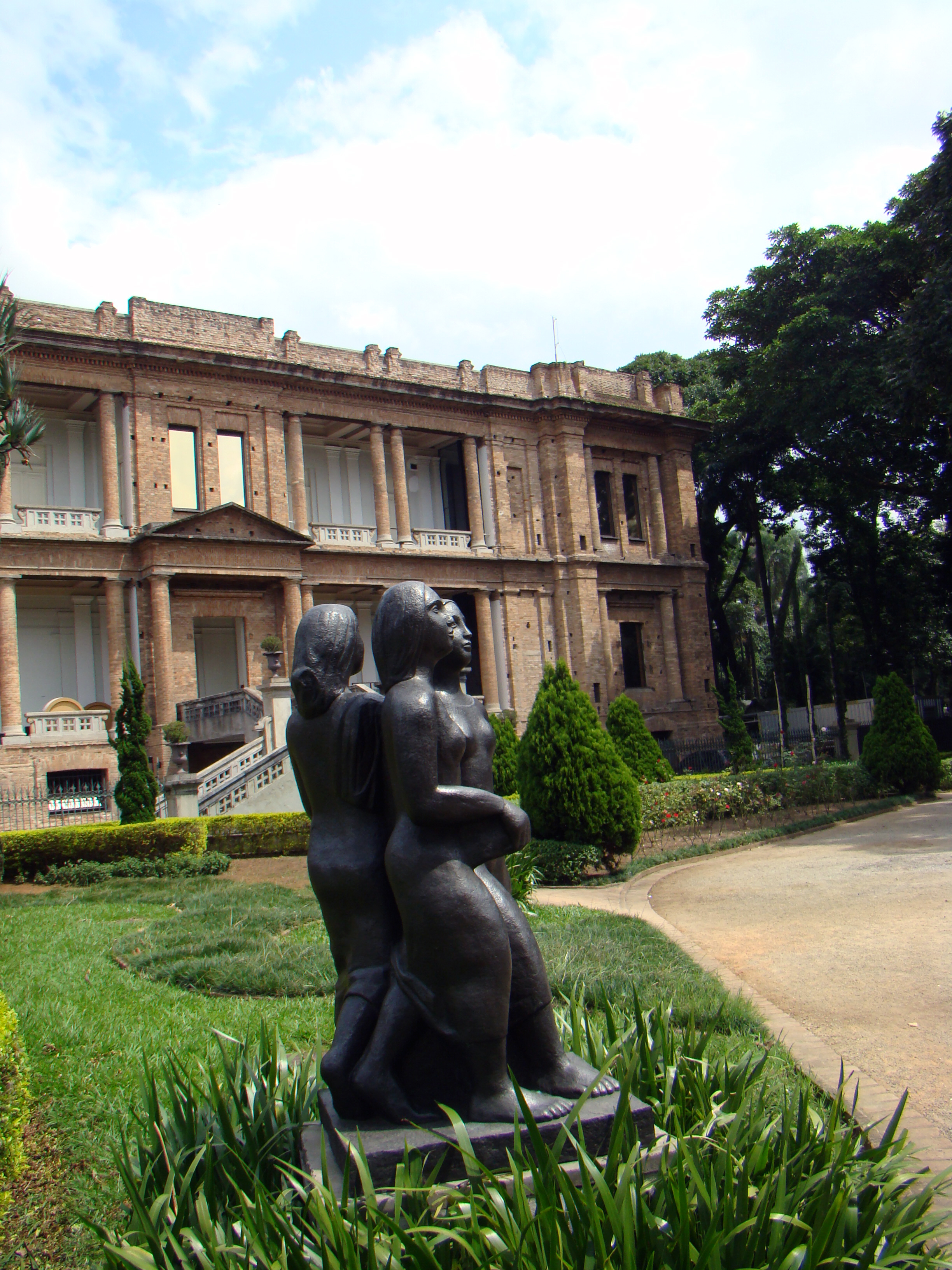
Três Jovens, Parque da Luz
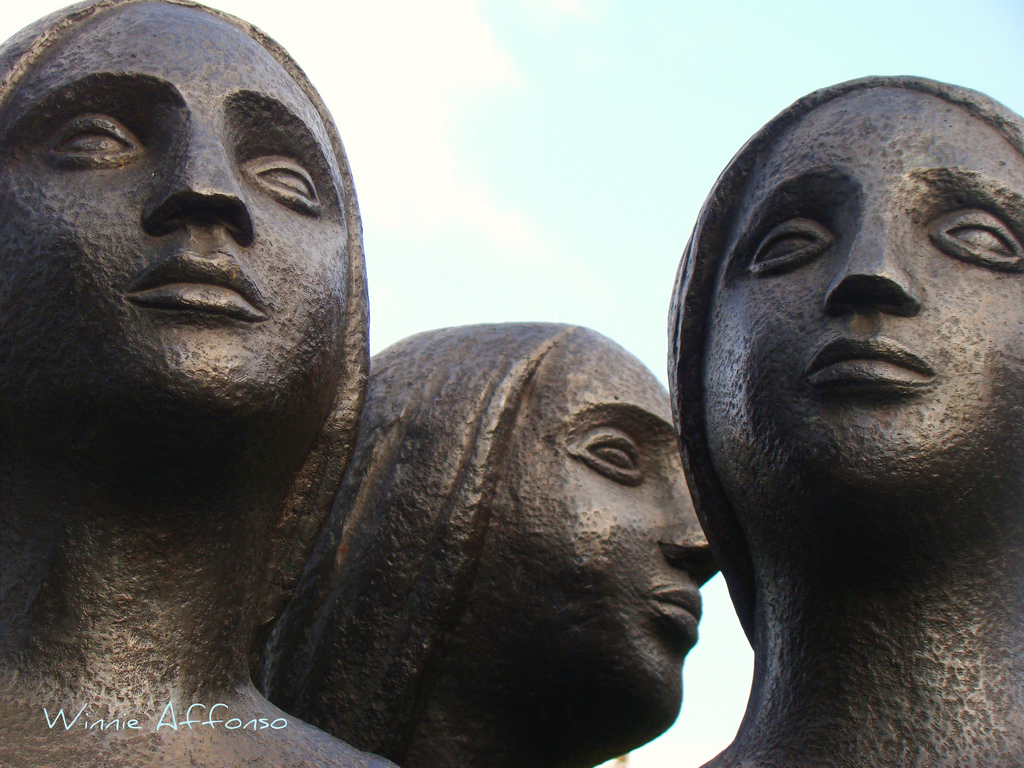
Três Jovens (detail)
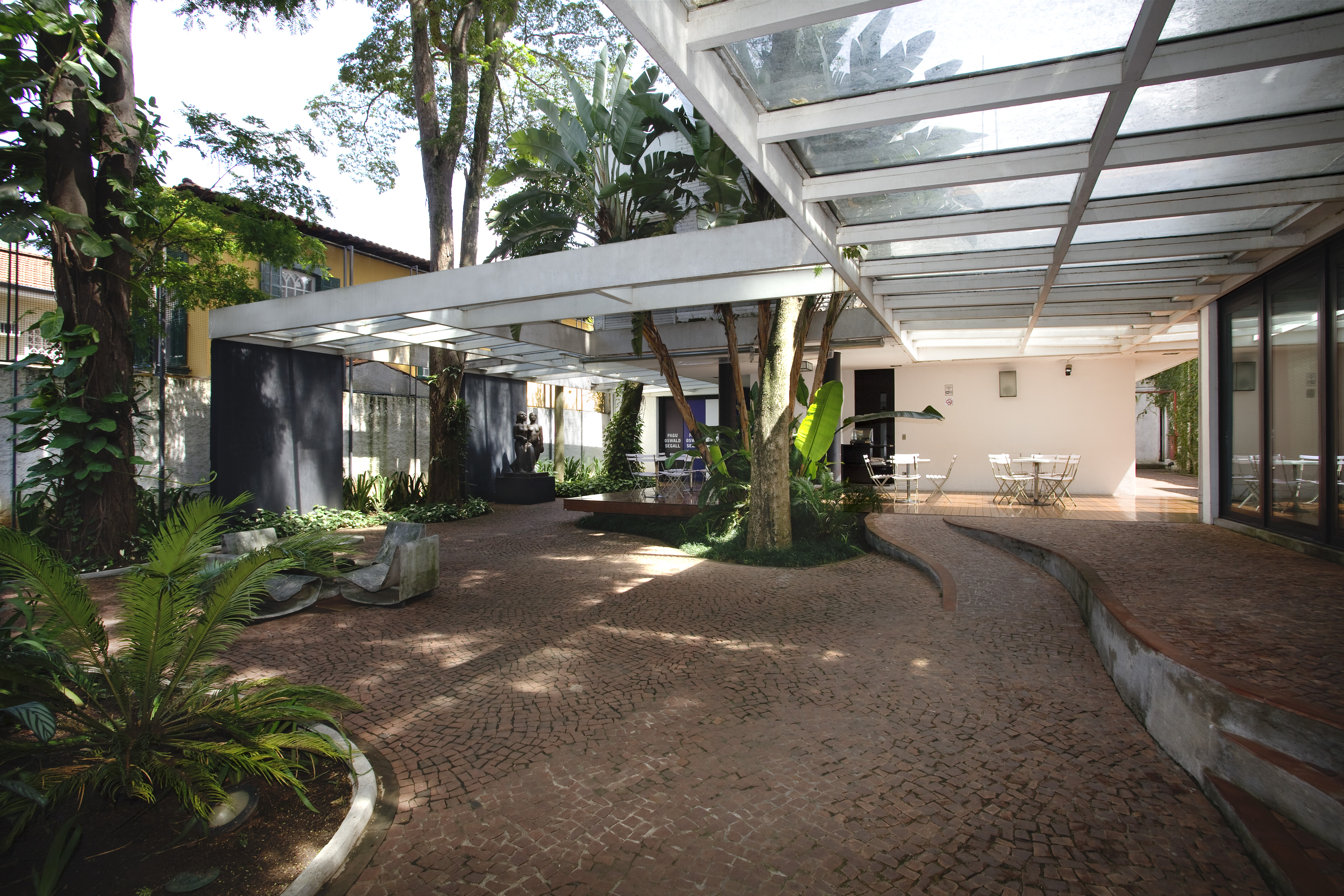
Museu Lasar Segall